# Robert Mrózek
Robert Franciszek Mrózek (ur. 17 czerwca 1942 w Cieszynie) – polski językoznawca, onomasta, profesor dr hab., członek Komisji Nazw Miejscowości i Obiektów Fizjograficznych przy Ministerstwie Administracji i Cyfryzacji.
Profesor zwyczajny Uniwersytetu Śląskiego – Wydział Etnologii i Nauk o Edukacji w Cieszynie.

## Nagrody
Nagroda im. Kazimierza Nitscha Polskiej Akademii Nauk w dziedzinie językoznawstwa, 1985

## Publikacje

### Monografie książkowe
1. Nazwy miejscowe dawnego Śląska Cieszyńskiego. Uniwersytet Śląski, Katowice, 1984 ISBN 82-00-00622-2.
2. System mikrotoponimiczny Śląska Cieszyńskiego XVIII wieku. Uniwersytet Śląski, Katowice, 1990.
3. Słownik motywacyjny antroponimów przezwiskowych socjolektu młodzieżowego. Wydawnictwo Instytutu Języka Polskiego Polskiej Akademii Nauk, Kraków, 2007.
4. Miejski krajobraz nazewniczy Cieszyna w perspektywie diachronicznej. Uniwersytet Śląski, Katowice, 2010.
5. Sfera onimiczna języka i jej właściwości kategorialno-funkcjonalne. Kraków: Polska Akademia Nauk. Instytut Języka Polskiego, 2016.

### Prace zbiorowe / Redakcja / Artykuły / Inne
1. Z problematyki przezwisk beskidzkich, Onomastica XX, Robert Mrózek, 1975, s. 261-273.
2. O kształceniu pedagogiczno-artystycznym : z doświadczeń Filii Uniwersytetu Śląskiego w Cieszynie 1971-1980 / pod red. Roberta Mrózka. - Katowice : Uniwersytet Śląski, 1980.
3. W zwierciadle ćwierćwiecza : Uniwersytet Śląski Filia w Cieszynie 1971-1995 / pod red. Roberta Mrózka. - Cieszyn : Uniwersytet Śląski. Filia w Cieszynie, 1995.
4. Kultura, Język, Edukacja / pod red. Roberta Mrózka. - Katowice : Wydawnictwo UŚ, 1995.
5. Komunikacja, dialog, edukacja. / pod red. Wojciecha Kojsa i Roberta Mrózka ; przy współudziale Łucji Dawid. - Cieszyn : Uniwersytet Śląski. Filia, 1998.
6. Młodzież w sytuacji zmian gospodarczych, edukacyjnych, społecznych i kulturowych : materiały Ogólnopolskiej Konferencji (Cieszyn, 15-16 grudnia 1999 r.). T. 1 / pod red. Wojciecha Kojsa, Roberta Mrózka, Ryszarda Studenskiego. - Katowice : Uniwersytet Śląski. Filia w Cieszynie, 1999.
7. Język w przestrzeni edukacyjnej / pod red. Roberta Mrózka. - Katowice : Uniwersytet Śląski, 2000.
8. Od tradycji ku współczesności : Uniwersytet Śląski Filia w Cieszynie 1971-2000 / pod red. Roberta Mrózka. - Cieszyn : UŚ. Filia, 2000.
9. Horyzonty edukacji językowej literackiej i kulturowej / pod red. Roberta Mrózka. - Cieszyn : Uniwersytet Śląski. Filia, 2003.
10. Nazwy własne w języku, kulturze i komunikacji społecznej / red. nauk. Robert Mrózek. - Katowice : Wydawnictwo UŚ, 2004.